# フレデリック・ヘルペル
フレデリック・ヘルペル（Frédéric Herpoel、1974年8月16日 - ）は、ベルギーの元サッカー選手。元ベルギー代表。ポジションはゴールキーパー。

## 来歴
1999年9月にベルギー代表デビュー。出場機会は無かったものの、自国開催のUEFA EURO 2000、2002 FIFAワールドカップのメンバーにも選ばれた。2004年までに7試合の親善試合に出場した。

## 代表歴

### 出場大会
- ベルギー代表
  - 2002 FIFAワールドカップ

### 試合数
- 国際Aマッチ 7試合 0得点（1999年-2004年）[1]

| ベルギー代表 | 国際Aマッチ | 国際Aマッチ |
| 年           | 出場        | 得点        |
| ------------ | ----------- | ----------- |
| 1999         | 1           | 0           |
| 2000         | 0           | 0           |
| 2001         | 0           | 0           |
| 2002         | 3           | 0           |
| 2003         | 1           | 0           |
| 2004         | 2           | 0           |
| 通算         | 7           | 0           |